# Fontaine-Lavaganne
Fontaine-Lavaganne és un municipi francès, situat al departament de l'Oise i a la regió dels Alts de França. L'any 2007 tenia 394 habitants.

## Demografia

### Població
El 2007 la població de fet de Fontaine-Lavaganne era de 394 persones. Hi havia 139 famílies de les quals 26 eren unipersonals (13 homes vivint sols i 13 dones vivint soles), 38 parelles sense fills, 67 parelles amb fills i 8 famílies monoparentals amb fills.
La població ha evolucionat segons el següent gràfic:
Habitants censats

### Habitatges
El 2007 hi havia 167 habitatges, 143 eren l'habitatge principal de la família, 10 eren segones residències i 13 estaven desocupats. Tots els 167 habitatges eren cases. Dels 143 habitatges principals, 123 estaven ocupats pels seus propietaris, 16 estaven llogats i ocupats pels llogaters i 4 estaven cedits a títol gratuït; 2 tenien dues cambres, 24 en tenien tres, 44 en tenien quatre i 73 en tenien cinc o més. 127 habitatges disposaven pel capbaix d'una plaça de pàrquing. A 65 habitatges hi havia un automòbil i a 67 n'hi havia dos o més.

### Piràmide de població
La piràmide de població per edats i sexe el 2009 era:
| Homes | Edats   | Dones |
| ----- | ------- | ----- |
| 0     | 95 o +  | 0     |
| 0     | 90 a 94 | 0     |
| 0     | 85 a 89 | 0     |
| 0     | 80 a 84 | 0     |
| 4     | 75 a 79 | 0     |
| 16    | 70 a 74 | 12    |
| 12    | 65 a 69 | 20    |
| 4     | 60 a 64 | 4     |
| 0     | 55 a 59 | 12    |
| 12    | 50 a 54 | 0     |
| 16    | 45 a 49 | 12    |
| 8     | 40 a 44 | 20    |
| 4     | 35 a 39 | 4     |
| 20    | 30 a 34 | 16    |
| 12    | 25 a 29 | 4     |
| 12    | 20 a 24 | 12    |
| 12    | 15 a 19 | 8     |
| 24    | 10 a 14 | 8     |
| 8     | 5 a 9   | 8     |
| 0     | 0 a 4   | 0     |

## Economia
El 2007 la població en edat de treballar era de 250 persones, 189 eren actives i 61 eren inactives. De les 189 persones actives 171 estaven ocupades (95 homes i 76 dones) i 17 estaven aturades (9 homes i 8 dones). De les 61 persones inactives 18 estaven jubilades, 19 estaven estudiant i 24 estaven classificades com a «altres inactius».

### Ingressos
El 2009 a Fontaine-Lavaganne hi havia 153 unitats fiscals que integraven 439 persones, la mediana anual d'ingressos fiscals per persona era de 18.308 €.

### Activitats econòmiques
Dels 5 establiments que hi havia el 2007, 1 era d'una empresa de fabricació d'altres productes industrials, 2 d'empreses de construcció, 1 d'una empresa de transport i 1 d'una empresa immobiliària.
Dels 3 establiments de servei als particulars que hi havia el 2009, 1 era un paleta, 1 empresa de construcció i 1 agència immobiliària.
L'any 2000 a Fontaine-Lavaganne hi havia 4 explotacions agrícoles.

## Equipaments sanitaris i escolars
El 2009 hi havia una escola elemental integrada dins d'un grup escolar amb les comunes properes formant una escola dispersa.

## Poblacions més properes
El següent diagrama mostra les poblacions més properes.